# Cecil Edward Bingham
Sir Cecil Edward Bingham (7 dicembre 1861 – 31 maggio 1934) è stato un generale irlandese.

## Biografia
Era il figlio di Charles Bingham, IV conte di Lucan, e di sua moglie, Lady Cecilia Catherine Gordon-Lennox, figlia di Charles Gordon-Lennox, V duca di Richmond.

## Carriera
Bingham è stato un ufficiale nel 3rd King's Own Hussars nel 1882 e trasferito al 2nd Regiment of Life Guards nel 1886 e al 1st Regiment of Life Guards nel 1892. Ha servito nella Seconda guerra boera nel 1900 come aiutante di campo del maggior generale John French, comandante del reggimento di cavalleria.
Dopo il ritorno a casa, è diventato maggiore e aiutante di campo del duca di Connaught durante il suo tour indiano nel 1903. È stato nominato Comandante della 2nd Cavalry Brigade nel mese di novembre 1910 e Comandante della 4th Cavalry Brigade nel mese di novembre 1911. Ha servito nella prima guerra mondiale come Comandante della 4th Cavalry Brigade e poi come responsabile del comando generale della 1st Cavalry Division dal maggio 1915.
Nel mese di ottobre 1915 fu affidato il comando del Reggimento di cavalleria in Francia, comando a cui rinunciò nel marzo 1916. Nel novembre 1916 è stato nominato al comando del 73rd Division, che era di stanza in Essex e nel Hertfordshire per la difesa costiera. Ha ceduto il comando nel mese di aprile 1917, ed è stato trasferito a prendere il comando al 67th (2nd Home Counties) Division. Ha tenuto il comando fino a quando la divisione è stata sciolta nel 1919.

## Matrimoni

### Primo Matrimonio
Sposò, il 28 giugno 1884, Rose Ellinor Guthrie (?-18 settembre 1908), figlia di James Guthrie, IV barone di Craigie. Ebbero tre figli:
- Ralph Charles Bingham (15 aprile 1885-1977), sposò Dorothy Louisa Pratt, ebbero due figli;
- David Cecil Bingham (18 marzo 1887-14 settembre 1914), sposò Lady Rosabelle Millicent St. Clair-Erskine, ebbero una figlia;
- Cecilia Mary Lavinia Bingham (19 aprile 1893-26 agosto 1920), sposò Frederick Beaumont-Nesbitt, ebbero due figli.

### Secondo Matrimonio
Sposò, il 3 febbraio 1911, Alys Elizabeth Carr (?-1 novembre 1953), figlia del colonnello Henry Carr. Non ebbero figli.

## Ascendenza
|                                              |                                         |                                                 | Genitori                                   |  |  | Nonni |  |  | Bisnonni                              |  |  | Trisnonni                             |  |
|                                              |                                         |                                                 |                                            |  |  |       |  |  | 8. Richard Bingham, II conte di Lucan |  |  | 16. Charles Bingham, I conte di Lucan |  |
|                                              |                                         |                                                 |                                            |  |  |       |  |  | 8. Richard Bingham, II conte di Lucan |  |  | 16. Charles Bingham, I conte di Lucan |  |
|                                              |                                         | 17. Margaret Smith                              |                                            |  |  |       |  |  | 8. Richard Bingham, II conte di Lucan |  |  |                                       |  |
| 4. George Bingham, III conte di Lucan        |                                         |                                                 |                                            |  |  |       |  |  | 8. Richard Bingham, II conte di Lucan |  |  |                                       |  |
|                                              |                                         | 9. Elizabeth Belasyse                           | 18. Henry Belasyse, II conte di Fauconberg |  |  |       |  |  |                                       |  |  |                                       |  |
|                                              |                                         | 9. Elizabeth Belasyse                           | 18. Henry Belasyse, II conte di Fauconberg |  |  |       |  |  |                                       |  |  |                                       |  |
|                                              |                                         | 9. Elizabeth Belasyse                           | 19. Charlotte Lamb                         |  |  |       |  |  |                                       |  |  |                                       |  |
| 2. Charles Bingham, IV conte di Lucan        |                                         | 9. Elizabeth Belasyse                           |                                            |  |  |       |  |  |                                       |  |  |                                       |  |
|                                              |                                         | 10. Robert Brudenell, VI conte di Cardigan      | 20. Robert Brudenell                       |  |  |       |  |  |                                       |  |  |                                       |  |
|                                              |                                         | 10. Robert Brudenell, VI conte di Cardigan      | 20. Robert Brudenell                       |  |  |       |  |  |                                       |  |  |                                       |  |
|                                              |                                         | 10. Robert Brudenell, VI conte di Cardigan      | 21. Anne Bisshopp                          |  |  |       |  |  |                                       |  |  |                                       |  |
| 5. Anne Brudenell                            |                                         | 10. Robert Brudenell, VI conte di Cardigan      |                                            |  |  |       |  |  |                                       |  |  |                                       |  |
|                                              |                                         | 11. Penelope Anne Cooke                         | 22. George John Cooke                      |  |  |       |  |  |                                       |  |  |                                       |  |
|                                              |                                         | 11. Penelope Anne Cooke                         | 22. George John Cooke                      |  |  |       |  |  |                                       |  |  |                                       |  |
|                                              |                                         | 11. Penelope Anne Cooke                         | 23. Penelope Bowyer                        |  |  |       |  |  |                                       |  |  |                                       |  |
| 1. Cecil Edward Bingham                      |                                         | 11. Penelope Anne Cooke                         |                                            |  |  |       |  |  |                                       |  |  |                                       |  |
|                                              | 12. Charles Lennox, IV duca di Richmond | 24. George Lennox                               |                                            |  |  |       |  |  |                                       |  |  |                                       |  |
|                                              | 12. Charles Lennox, IV duca di Richmond | 24. George Lennox                               |                                            |  |  |       |  |  |                                       |  |  |                                       |  |
|                                              | 12. Charles Lennox, IV duca di Richmond | 25. Louisa Kerr                                 |                                            |  |  |       |  |  |                                       |  |  |                                       |  |
| 6. Charles Gordon-Lennox, V duca di Richmond | 12. Charles Lennox, IV duca di Richmond |                                                 |                                            |  |  |       |  |  |                                       |  |  |                                       |  |
|                                              |                                         | 13. Charlotte Gordon                            | 26. Alexander Gordon, IV duca di Gordon    |  |  |       |  |  |                                       |  |  |                                       |  |
|                                              |                                         | 13. Charlotte Gordon                            | 26. Alexander Gordon, IV duca di Gordon    |  |  |       |  |  |                                       |  |  |                                       |  |
|                                              |                                         | 13. Charlotte Gordon                            | 27. Jane Maxwell                           |  |  |       |  |  |                                       |  |  |                                       |  |
| 3. Cecilia Catherine Gordon-Lennox           |                                         | 13. Charlotte Gordon                            |                                            |  |  |       |  |  |                                       |  |  |                                       |  |
|                                              |                                         | 14. Henry William Paget, I marchese di Anglesey | 28. Henry Paget, I conte di Uxbridge       |  |  |       |  |  |                                       |  |  |                                       |  |
|                                              |                                         | 14. Henry William Paget, I marchese di Anglesey | 28. Henry Paget, I conte di Uxbridge       |  |  |       |  |  |                                       |  |  |                                       |  |
|                                              |                                         | 14. Henry William Paget, I marchese di Anglesey | 29. Jane Champagné                         |  |  |       |  |  |                                       |  |  |                                       |  |
| 7. Caroline Paget                            |                                         | 14. Henry William Paget, I marchese di Anglesey |                                            |  |  |       |  |  |                                       |  |  |                                       |  |
|                                              |                                         | 15. Caroline Villiers                           | 30. George Villiers, IV conte di Jersey    |  |  |       |  |  |                                       |  |  |                                       |  |
|                                              |                                         | 15. Caroline Villiers                           | 30. George Villiers, IV conte di Jersey    |  |  |       |  |  |                                       |  |  |                                       |  |
|                                              |                                         | 15. Caroline Villiers                           | 31. Frances Twysden                        |  |  |       |  |  |                                       |  |  |                                       |  |
|                                              |                                         | 15. Caroline Villiers                           |                                            |  |  |       |  |  |                                       |  |  |                                       |  |